# I Like How It Feels
I Like How It Feels è un brano musicale del cantante spagnolo Enrique Iglesias, scelto come primo singolo dalla riedizione del suo nono album di inediti, Euphoria e come ottavo singolo complessivo. Il brano è una collaborazione con il rapper cubano Pitbull e i produttori The WAV.s, ed è prodotto dallo storico collaboratore RedOne. Il brano è stato pubblicato il 23 settembre 2011 per il mercato digitale in Australia e alcuni Paesi europei.

## Il brano
I Like How It Feels è prodotto da RedOne che aveva collaborato con Iglesias in alcuni buoni esiti, come Takin' Back My Love, I Like It e Dirty Dancer. Il brano è emerso in Internet l'8 settembre 2011, dopodiché è approdato su YouTube il 10 settembre 2011. Il video è stato diretto dallo stesso Enrique Iglesias, e ripropone alcuni momenti della vita quotidiana del divo, mentre sfoggia un tatuaggio o in un concerto con una folla di fans.

## Critica
Il singolo è stato accolto con recensioni favorevoli. Amy Sciarretto da Popcrush ha dato 3.5 stelle (su 5 disponibili) e ha detto, "è una semplice linea di parole che celebrano l'essere spiritosi e vivere con un sorriso la vita. C'è una buona abbondanza di trattamento in sala di registrazione sul pezzo, ma questo ha dato vita a un'epica, toccante canzone del 2011 come nessun'altra quest'anno. Per cui non dovremmo sorprenderci se dovesse divenire un pezzo forte negli stadi NFL alla fine di questa stagione e in inverno". Meena Rupani da Desihits ha detto, "il pezzo a ritmo veloce partirà sicuramente per una riproduzione frequentissima come le altre collaborazioni che hanno fatto insieme. Pare che Enrique Iglesias e Pitbull non sbaglino mai quando si mettano insieme su una canzone". Robbie Daw da Idolator ha detto, "Il nuovo pezzo di Enrique prodotto da RedOne ha tutti gli ingredienti musicali di un inno, quando il cantante stesso propone più di una toccante, emotiva resa vocale".

## Video
Il video musicale per il singolo è stato presentato il giorno venerdì 30 settembre 2011 su VEVO e sul sito ufficiale dell'artista. Il video coinvolge moltissime star, tra cui Juanes, Pitbull, Nicole Scherzinger, Nayer, gli attori Ken Jeong, Eva Longoria, George Lopez e la tennista Serena Williams.

## Classifiche
| Classifica (2011) | Posizione Massima |
| ----------------- | ----------------- |
| Australia         | 26                |
| Belgio (Friande)  | 43                |
| Belgio (Vallonia) | 2                 |
| Canada            | 11                |
| Danimarca         | 31                |
| Italia            | 90                |
| Nuova Zelanda     | 19                |
| Paesi Bassi       | 76                |
| Romania           | 67                |
| Spagna            | 27                |
| Stati Uniti       | 74                |
| Stati Uniti (Pop) | 39                |